# Rorippa nikkoensis
Rorippa nikkoensis är en korsblommig växtart som beskrevs av Hiroshi Hara. Rorippa nikkoensis ingår i släktet fränen, och familjen korsblommiga växter. Inga underarter finns listade i Catalogue of Life.